# Hamma simplex
Hamma simplex är en insektsart som beskrevs av Boulard 1968. Hamma simplex ingår i släktet Hamma och familjen hornstritar. Inga underarter finns listade i Catalogue of Life.